# Seleção Tanzaniana de Futebol
A Seleção Tanzaniana de Futebol é a equipe nacional da Tanzânia nas competições de futebol da FIFA, e é controlada pela Federação Tanzaniana de Futebol. Ela é filiada à FIFA, à CAF e à CECAFA. 
Nunca se classificou para a Copa do Mundo e disputou apenas 2 edições da Copa Africana de Nações, em 1980 e 2019, caindo na primeira fase em ambas. Antes de se unir com Zanzibar, a equipe jogou com o nome de Seleção de Tanganica de Futebol.
A ilha de Zanzibar, que faz parte da Tanzânia, também é um membro associado da CAF, e jogou partidas contra outras nações, mas não é elegível para entrar na Copa do Mundo ou na Copa Africana de Nações.

## História recente da Tanzânia
Recentemente a Tanzânia tem investido mais dinheiro na equipe, na esperança de melhorias. Chegou perto de se classificar para a Copa das Nações Africanas de 2008, quando perdeu para o Senegal por 4-0.

## Títulos
| CONTINENTAIS | CONTINENTAIS | CONTINENTAIS | CONTINENTAIS      |
|              | Competição   | Vezes        | Ano               |
| ------------ | ------------ | ------------ | ----------------- |
|              | Copa CECAFA  | 3            | 1974, 1994 e 2010 |

Campanhas de Destaque
- 5 Vezes Vice-Campeã: (1973, 1980, 1981, 1992 e 2002)

## Desempenho em Competições

### Copa do Mundo
- 1930 a 1970 – Não entrou
- 1974 – Não se classificou
- 1978 – Desistiu
- 1982 a 1986 – Não se classificou
- 1990 – Não entrou
- 1994 – Desistiu durante a fase classificatória
- 1998 a 2018 – Não se classificou

### Campeonato Africano das Nações
- 1957 a 1965 – Não entrou
- 1968 – Desistiu durante a fase classificatória
- 1970 a 1978 – Não se classificou
- 1980 – Eliminada na fase de grupos
- 1982 – Desistiu
- 1984 – Não se classificou
- 1986 – Desistiu durante a fase classificatória
- 1988 a 1992 – Não se classificou
- 1994 – Desistiu durante a fase classificatória
- 1996 a 2002 – Não se classificou
- 2004 – Desistiu durante a fase classificatória
- 2006 a 2017 – Não se classificou
- 2019 – Fase de grupos

## Técnicos
| Período   | Nome                    |
| --------- | ----------------------- |
| 1975      | Bert Trautmann          |
| 1977–1979 | Geoff Hudson            |
| 1979–1980 | Slawomir Wolk           |
| 1980–1981 | Mahammed Msomali        |
| 1981      | Rudi Gutendorf          |
| 1987      | Joseph Bendera          |
| 1992      | Paul West               |
| 1993      | Kayuni Dunday           |
| 1995–1997 | Clóvis de Oliveira      |
| 1998      | Badru Hafidh            |
| 1998      | Sylersaid Mziray        |
| 2000–2002 | Burkhard Pape           |
| 2002      | James Siang'a           |
| 2002–2003 | Mshindo Msolla          |
| 2003–2006 | Badru Hafidh            |
| 2006      | Júlio César Leal        |
| 2006–2010 | Márcio Máximo           |
| 2010–2012 | Jan Børge Poulsen       |
| 2012–2014 | Kim Poulsen             |
| 2014–2015 | Mart Nooij              |
| 2015–2017 | Charles Boniface Mkwasa |
| 2017–2018 | Salum Mayanga           |
| 2018–2019 | Emmanuel Amunike        |
| 2019–     | Etienne Ndayiragije     |